# Lauritzenia similis
Lauritzenia similis är en kvalsterart som beskrevs av Subías och Gil-Martín 1995. Lauritzenia similis ingår i släktet Lauritzenia och familjen Haplozetidae. Inga underarter finns listade i Catalogue of Life.